# بوب كيسي
بوب كيسي (بالإنجليزية: Bob Casey)‏ هو مذيع ‏ أمريكي، ولد في 11 أبريل 1925، وتوفي في 27 مارس 2005 بسبب سرطان الكبد.